# Луганське (Кальміуський район)
Луга́нське — село (до 2011 року — селище) Докучаєвської міської громади Кальміуського району Донецької області, Україна.

## Загальна інформація
У селі бере початок р. Осикова. Відстань до райцентру становить близько 17 км і проходить автошляхом Н15. У селі мешкає 1489 осіб. У Луганському розташована залізнична станція Доля.
Територія села межує з с. Доля Волноваського району та з Петровським районом Донецька Донецької області.
Перебуває на території, яка тимчасово захоплена проросійськими бойовиками.

## Населення

### Мова
Розподіл населення за рідною мовою за даними перепису 2001 року:
| Мова            | Кількість | Відсоток |
| --------------- | --------- | -------- |
| російська       | 983       | 66.02%   |
| українська      | 505       | 33.92%   |
| інші/не вказали | 1         | 0.06%    |
| Усього          | 1489      | 100%     |

За даними перепису 2001 року населення села становило 1489 осіб, із них 33,92 % зазначили рідною мову українську та 66,02 % — російську.